# Jakob Grünenwald
Pour les articles homonymes, voir Grunenwald.
Jakob Grünenwald (1821-1896) est un peintre wurtembergeois de scènes de genre et un illustrateur.

## Biographie
Jakob Grünenwald est né le 30 septembre 1821 dans le village de Bünzwangen, à 26 km à l'est de Stuttgart. Il était le 8e enfant d'une famille qui travaillait dans une ferme. En 1840 il commence ses études à l'Académie des Arts de Stuttgart, auprès de Bernhard von Neher entre-autres.
Il reçoit de nombreux contrats publics et en 1881 participe à plusieurs expositions à Dresde, Berlin et Munich, où il crée ses principales œuvres et se concentre sur la peinture de genre. Il a comme élève Bernhard Buttersack.
Il meurt le 26 septembre 1896 à Stuttgart.

## Galerie

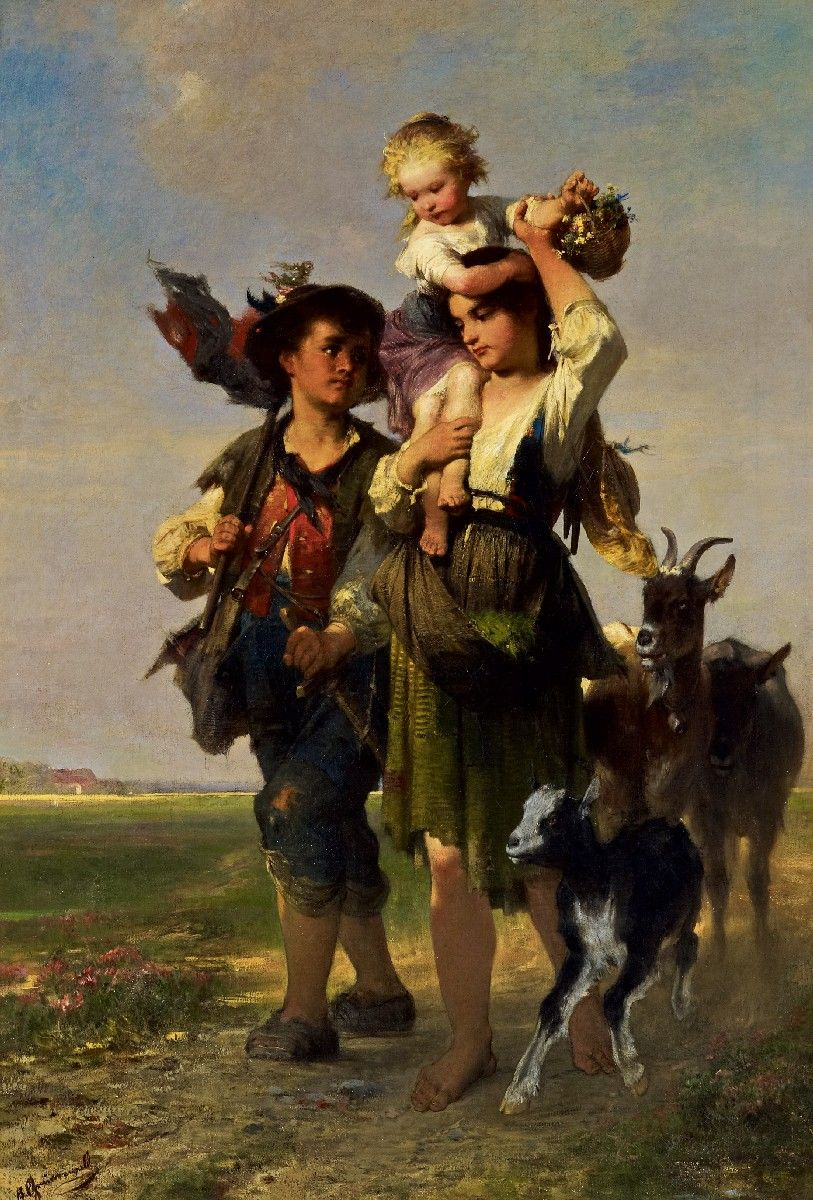
Kinder mit Geißen
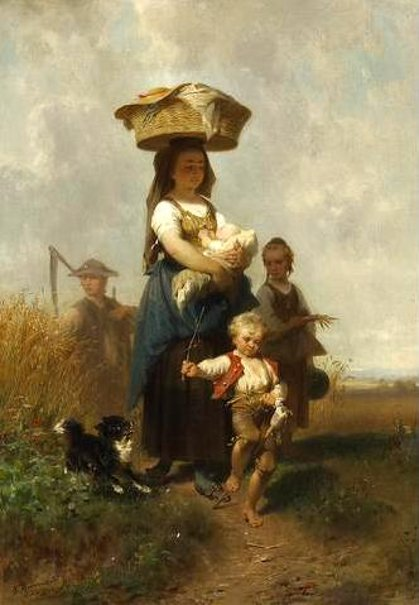
Heimweg
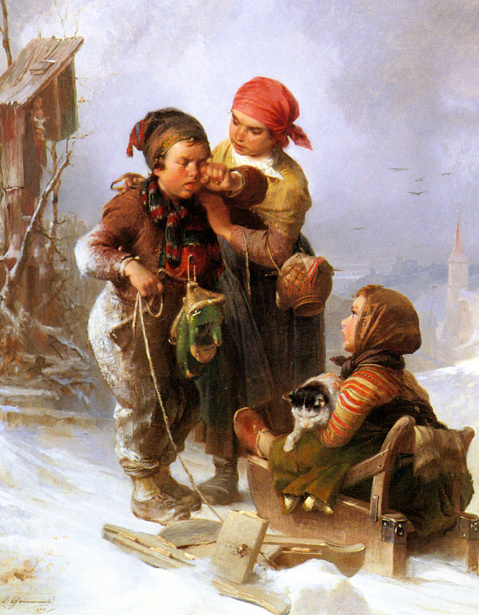
Jetzt ist er kaputt!